# После боя (картина Дейнеки)
«После боя» (также в разное время — «Купальщики», «После душа», «Душ. После боя») — картина советского художника Александра Дейнеки, созданная в период 1937—1942 годов.
Александр Дейнека интересовался фотографией, был профессиональным фотографом и даже работал в этом качестве в угрозыске Курска. За основу картины им была взята фотография «Душ» 1935 года работы Бориса Игнатовича, на которой запечатлено, как голый парень, сидящий на скамейке, поливает обнажённых товарищей из душа Шарко. В том же году Дейнека выполнил графическую работу «Купальщики», повторив сюжет фотографии, а позднее развил мотивы обнажённых мужчин в душе и в других произведениях, ряде картин и эскизов. Плодом этих творческих изысканий стало написанное в 1937—1938 годах монументальное полотно с одноимённым названием. Примерно в 1942 году Дейнека отрезал от картины правый фрагмент, разделив её на два самостоятельных произведения — «После душа» и «Умывающийся». Картина, впоследствии получившая название «После боя», широко выставлялась и была положительно оценена критикой. В 1967 году Дейнека передал работу в дар Курской картинной галерее, которая в 1969 году, после смерти художника, была названа его именем. В 1978 году галерея приобрела у вдовы Дейнеки вторую часть полотна. В ходе реставрации 2008 года реставраторами было установлено, что «После боя» и «Умывающийся» являются частями одного полотна, и с тех пор они выставляются вместе.

## История создания

«Душ», Игнатович, 1935 год

В своём творчестве художник Александр Дейнека довольно часто прибегал к разного рода трансформациям, в частности, полностью или частично использовал ранние работы для создания более поздних, изменял размеры уже написанных картин, отрезал от них части для последующей доработки, «собирал» большую картину на основе прежних этюдов, эскизов, набросков. На подобные трансформации картин он решался по причине неудовлетворённости композицией, разработку которой считал первостепенной задачей в процессе создания полотна. Так, для достижения безупречности композиции с художественной точки зрения Дейнека прибегал к разрезанию уже готовых картин на несколько отдельных фрагментов, которые в дальнейшем стали самостоятельными произведениями. Исключением не стала и картина «После боя». Вдохновением для создания работы послужила фотография «Душ», сделанная Борисом Игнатовичем в 1935 году. На переднем плане снимка, выполненного в вертикальном формате (49,8 × 38,6 см, желатинно-серебряная фотобумага), изображён обнажённый молодой человек, сидящий на скамейке спиной к зрителю. Его статная фигура занимает практически весь кадр и запечатлена с максимальной резкостью, благодаря чему виден каждый сустав позвоночника и мускул загорелой спины, покрытой блестящими каплями воды. Задний план образован шестью мужскими атлетичными фигурами. Они стоят в полный рост в дымке водяных брызг под сильными струями душа Шарко, которыми из шланга своих товарищей поливает сидящий парень. По оценкам критиков, данный снимок, наполненный импрессионистическим светом и изумительной воздушностью, обладает большими достоинствами с эстетической точки зрения. Данная фотография была сделана в период раскрепощения советского человека и поэтому изобиловала обнажёнными телами. Впоследствии она резко критиковалась функционерами от фотоискусства за то, что автор, «соблазнившись возможностью показать обрубленный кусок мужского тела», забыл об «идейном смысле произведения» и увлёкся «безыдейным „обыгрыванием“ деталей и частностей». На персональной выставке Игнатовича один из её организаторов даже не включил снимок «Душ» в экспозицию, объяснив это тем, что от него «воняет».
Дейнека давно интересовался фотографией как художник, находившийся в поисках смелых композиционных приёмов для отображения «новых пластических явлений», являясь к тому же профессиональным фотографом, работавшим в 1918—1920 годах в этом качестве в курском уголовном розыске, а помимо этого, будучи и большим поклонником работ Игнатовича, открытия которого оказали значительное влияние на творцов нового изобразительного искусства первых десятилетий советской власти. По некоторым данным, в 1935 году Дейнека мог побывать на выставке «Мастера советского фотоискусства» в Москве, однако работы Игнатовича не были представлены в данной экспозиции: фотограф сам отказался от участия в выставке в знак протеста против того, что к ней не допустили работников его бригады, а самого не ввели в жюри, которое он в открытую подверг резкой критике. По крайней мере, известно, что Игнатович лично подарил Дейнеке свой снимок «Душ». Сначала, в том же 1935 году, по мотивам фотографии последний создал графическую работу «Купальщики» (техника и размер неизвестны). Пространство работы горизонтального формата состоит из двух ярко выраженных планов. На переднем — мужчина со спины, изображённый сидящим на каком-то подиуме. Его фигура, строго заключённая в пространство между верхним и нижним краями графического листа, в отличие от фотографии несколько развёрнута предплечьем к зрителю. На заднем плане — обнажённые мужские фигуры, которые выстроены строго параллельно линии листа. Они представляют из себя силуэты, зафиксированные в различных двигательных позах с продуманными художником ритмичностью, масштабом, поворотами. Данную работу Дейнека, по мнению критиков, выполнил в полюбившейся ему спортивной тематике, и вполне возможно, что запечатлённые мужчины являются боксёрами — на это может указывать силуэт крайне правой фигуры, похожей на Константина Градополова, уже изображавшегося ранее художником.
В 1937—1938 годах, спустя два года после создания графических «Купальщиков» и по их же мотивам, Дейнека написал одноимённую станковую композицию на горизонтально ориентированном полотне монументальных размеров (холст, масло, 200 × 350 см). На ней также оказалась запечатлена обнажённая мужская фигура с более мощной и прямой спиной, несколько потерявшая сходство пропорций с моделью Игнатовича. Купающихся на втором плане стало заметно больше, а некоторые их силуэты оказались иначе отрисованы, зафиксированы с различной динамической ритмичностью и расстояниями между ними. В то же время фиксированность различных фаз движения только усилилась, благодаря чему картина стала опять походить на фотографию или на кадр киноплёнки. Во времена господства идеи, как указывали критики, прямая аналогия с чужой фотографией не показалась бы плагиатом, но Дейнека по собственной инициативе предложил Игнатовичу стать соавтором картины. Вот как в своих незаконченных воспоминаниях, опубликованных посмертно в журнале «Советское фото», фотограф описывал тот состоявшийся по телефону разговор с художником:
Боря, это ты? Говорит Саша, Саша Дейнека! Слышишь? Я в большом затруднении. Закончил картину, но не знаю, как её подписывать. Выходит так, что рядом с моей фамилией надо ставить и твою. Ты спросишь — почему? Так вот, выслушай меня до конца. В своё время ты подарил мне большое увеличение твоей фотографии «Душ». Эта вещь пришлась мне сильно по душе, и я решил написать нечто в этом роде. Сделал несколько вариантов, пытаясь изменить композицию. Но безуспешно — твой «железный», предельный по лаконичности кадр неизменно довлел надо мною и, в конце концов, я вынужден был стержень твоей композиции оставить без изменения. По-честному, готов рядом со своей подписью поставить твою, как соавтора.
Игнатович расценил данное предложение как шутку и отказался поставить под картиной свою фамилию, отметив, что общность темы ещё ни о чём не говорит. Также фотограф считал, что в данной «фотографической» картине Дейнека потерпел неудачу, преуспев, однако, в других работах с физкультурными мотивами, отмеченных влиянием фоторепортажа. Между тем ещё в 1929 году Дейнека выполнил рисунок «После работы — душ» к серии заметок о гигиене на производстве для первого номера журнала «Даёшь», где также печатался Игнатович. Композиция рисунка была построена иначе, однако использованные в нём изобразительные средства и художественный ход оказались схожими с «Купальщиками» 1935 года. Позднее мотив сидящего и изображённого со спины человека был повторён Дейнекой в картине 1937 года «Будущие лётчики» (холст, масло, 131 × 161 см, Государственная Третьяковская галерея), где голые мальчики смотрят на взлетающий в небо гидроплан. Изображение обнажённого мужчины со спины (бумага, карандаш, 21 × 16,6 см, частное собрание) также фигурирует и в крымских зарисовках Дейнеки, сделанных в Севастополе. Та же тема моющегося в душе значительно позднее, в 1956 году, будет повторена в полотне «После работы. Душ» (холст, масло, 200 × 130 см, ККГ им. А. А. Дейнеки).

## Критика, судьба
В годы Великой Отечественной войны картина, по всей вероятности, хранилась без подрамника в рулоне красочным слоем внутрь, на что указывают характерные линии кракелюра по всей поверхности полотна. Примерно в 1942 году Дейнека отрезал от картины большой фрагмент (170,6 × 62 см) с крайней правой фигурой умывающегося мужчины второго плана и подписью внизу «ДЕЙНЕКА 1937/38». Оставшееся полотно (170 × 233 см) художник натянул на подрамник поменьше, в результате чего живопись зашла на кромки справа и слева. Получившаяся работа перестала походить на графический прототип 1935 года, а благодаря меньшей растянутости повествования композиция стала более симметричной, как бы возвращая зрителя к впечатлению, произведённому фотографией Игнатовича. Картина под первоначальным названием «После душа» в 1943 году экспонировалась на выставке «Герасимов С. В., Дейнека А. А., Кончаловский П. П., Лебедева С. Д., Мухина В. И., Шмаринов Д. А. Выставка работ» в залах Третьяковской галереи в Москве. В рецензии выставки в газете «Советский спорт» касательно работ Дейнеки, в частности по поводу картины «После душа», было отмечено, что «мастер как бы говорит ими: вот наше молодое поколение, которое так любит „крепость мышц и свежесть кожи“. [...] А вот как пригодилась на деле эта личная физическая закалка в беспримерных великих битвах за родину. [...] Солнечный мир образов Александра Дейнека — это наш родной, русский, любимый мир». Впоследствии за ней закрепилось несколько расплывчатое название «После боя», которое, несмотря на военные годы, не исключает того, что изображённые — это боксёры в душевой после поединка на ринге. В том же году, на заседании правления Московской организации Союза советских художников, посвящённом обсуждению выставки, художественный критик Осип Бескин по поводу картины Дейнеки произнёс следующую речь:
Я считаю, что в «Душе» есть замечательное качество смелого, нового видения. Он [Дейнека] страшно любит традиции, но не подвержен их влиянию в процессе творчества. […] Говорят, красная спина на переднем плане — почти дурной тон! Что это за объект живописания вообще? А субъективно я воспринимаю эту красную спину, идеально, кстати сказать написанную. И шесть фигур на заднем плане я воспринимаю как праздник здоровья советской страны, настойчиво, навязчиво ассоциирую с войной. Эти голые люди — военная картина, ибо она полна тем напором возможности воевать, который Дейнека подсмотрел в этой обстановке голых человеческих тел.
Сам же Дейнека во время своего ответного выступления отметил: «Я столкнулся с целым рядом очень странных для меня явлений. […] По поводу моей картины „Душ“ я разговаривал с военными, врачами, студенческой молодёжью — все они отзываются о ней положительно, а художники и отчасти критики — ругают. В чём дело? Думаешь и приходишь в выводу, что мы [...] мало общаемся с широкими слоями зрителей, больше варимся в собственном соку». Дейнека был одним из немногих советских художников, изображавших относимую тогда к порнографии мужскую наготу, для чего прибегал к сюжетам на темы купания или занятия спортом в рамках государственной политики по пропагандированию здорового образа жизни и созданию нового советского человека. Его работы не только не осуждались партийной критикой, но и оценивались положительно с отсылкой на политически правильное изображение наготы и сознательное исключение художником эротики из своего творчества. После 1932 года, в период, ознаменовавшийся определённым переломом в изображении наготы — культурным сдвигом от сексуальных и евгенических тем в сторону аскетизма и антиэротизма, Дейнека не перестал писать обнажённых во время купаний. Однако отсутствие одежды теперь подчинялось определённой нарративной логике, согласно которой изображались однополые группы людей c размытыми гениталиями. Некоторыми критиками данная работа Дейнеки рассматривается в контексте гомоэротического искусства. Однако, по мнению Алека Д. Эпштейна, картина «После боя» не является образчиком гей-культуры, так как запечатлённая на ней обнажённость естественна и не имеет эротической подоплёки, а изображённые мужчины равнодушны к сексуальности своих товарищей — чувство, которое в свою очередь передаётся и зрителям.
В послевоенное время картина была известна также под названием «Душ. После боя». Она широко экспонировалась, в том числе на персональной выставке Дейнеки 1957 года в Москве и Ленинграде, а также на передвижной выставке 1966—1967 годов по маршруту Киев — Курск — Рига. В том же году картина была лично передана Дейнекой в дар Курской картинной галерее (инвентарный номер — Ж-1188). В 1969 году, после смерти Дейнеки, галерея была названа его именем. В 1978 году Курская картинная галерея приобрела у вдовы художника Елены Волковой-Дейнеки отрезанный фрагмент, который получил название «Умывающийся» (инвентарный номер — Ж-1463). В 1980 и 1990 годах картины «Умывающийся» и «После боя» как отдельные произведения экспонировались на персональных выставках Дейнеки в Москве и Ленинграде. В 2008 году реставратор Курской картинной галереи Михаил Денисов в процессе реставрации обеих работ установил, что они являются фрагментами одного и того же полотна. В том же году «Умывающийся» и «После боя» для понимания первоначального авторского замысла были впервые представлены вместе на выставке в Курской картинной галерее. Позже, в 2010 году, полотно «После боя» экспонировалось на выставке в Третьяковской галерее в честь 110-летия Дейнеки, в 2013 году — на выставке «Мужское/Мужское. Обнажённый мужчина в искусстве с 1800 года до наших дней» в музее Орсе в Париже, а в 2019 году — на совместной выставке Дейнеки и Александра Самохвалова в Санкт-Петербургском манеже.

## Композиция
Картина размерами 170 × 233 см написана маслом на холсте. На переднем плане горизонтально ориентированного полотна, в его центре и во всю высоту холста виден обнажённый молодой человек. Этот мощный парень с крепко сколоченной фигурой с широкими плечами и узкими бёдрами сидит к зрителю спиной на какой-то скамейке. На заднем плане стоящими в полный рост изображены шесть сильных и мускулистых мужчин, моющихся в отдельных душевых кабинках. Они рисуются друг перед другом и общаются меж собой, будучи обращёнными своими розовощёкими лицами к зрителю. Мужчины запечатлены в различных динамических позах, их тела проступают сквозь дымку брызг, блестят в игре света и теней, ввиду чего этот эпизод в душевой приобретает сценический эффект. Они, по всей вероятности, спортсмены, может быть, даже боксёры, которые только что сошли с ринга и расслабляются в душевой. Учитывая то, что картина подверглась переработке в военное время, некоторые критики видят в данных мужчинах солдат, чьи молодость и сила есть само воплощение стремления советского народа к победе. Подобно вуайеристу, зритель вместе с парнем, превратившимся в созерцателя, наблюдает за тем, как его товарищи принимают душ — каждый из них будто греческий атлет, подобный Адонису, а сама сцена походит на некий античный фриз. Общий колорит картины построен на сочетании серо-голубого и розового цветов, более ярких на первом плане, тогда как на втором преобладают в свою очередь больший разбел и графичность.

## Влияние
По мотивам данного произведения российский художник Георгий Гурьянов написал одноимённую картину «После боя» (карандаш, холст, 60 × 80 см, акрил, частная коллекция). В работе этого идейного наследника Дейнеки и видного представителя постсоветского гей-арта, как указывали критики, гомоэротическая двусмысленность сюжета развита ещё больше.

## Комментарии
1. ↑  Примечательно, что картина с таким же названием была написана ещё в 1923 году Кузьмой Петровым-Водкиным, который, по мнению критиков, является противоположностью Дейнеке[57][58].
2. ↑  Другие источники:[15][17][19][36][59][68][80].